# Gourdou-Leseurre GL-482
Il Gourdou-Leseurre GL-482 fu un caccia monomotore ad ala di gabbiano sviluppato dall'azienda francese Gourdou-Leseurre nei primi anni trenta e rimasto allo stadio di prototipo.
Realizzato su una specifica emessa dal Service technique de l'aéronautique (STAé) per conto dell'Aéronautique Militaire, la componente aerea dell'Armée de terre (l'esercito francese), valutato assieme ad altri undici concorrenti venne giudicato non idoneo preferendogli il Dewoitine D.500, di conseguenza il suo sviluppo venne abbandonato. Fu l'ultimo caccia progettato dall'azienda francese prima della sua chiusura.

## Storia del progetto
Nel 1930, quando oramai il legier Chasse "Jockey" detto anche Plan Caquot, programma per la realizzazione di un caccia leggero, venne giudicato un insuccesso, per ovviare alla necessità di sostituire il parco velivoli oramai inadeguato il Service Technique de l'Aéronautique (STAe) emise una specifica C1, relativa cioè ad un nuovo modello da caccia monoposto. I requisiti, già espressi nel 1928, erano relativi ad un velivolo dotato di ottima visibilità, cellula con coefficiente di robustezza pari a 16, velocità massima raggiungibile di almeno 327 km/h a 3 500 m ed un armamento comprendente due mitragliatrici Vickers calibro 7,7 mm costruite su licenza dalla Manufacture d'Armes de Châtellerault (MAC). Una modifica successiva, datata 26 gennaio 1931, specificava la necessità di utilizzare un motore aeronautico con una cilindrata tra i 26 ed i 30 L dotato di compressore meccanico portando la velocità massima a 350 km/h a 4 000 m.
Al concorso risposero le principali aziende aeronautiche nazionali che presentarono non meno di 10 progetti, concretizzatisi in 12 diversi prototipi, quasi tutti disegnati attorno all'Hispano-Suiza 12Xbrs, un 12 cilindri a V da 26 L in grado di erogare una potenza pari a 650 hp (485 kW) alla quota di 4 500 m (14 765 ft), scelto per la sua dimostrata affidabilità e contenuta superficie frontale rispetto ai modelli allora disponibili.
La Gourdou-Leseurre fu tra le ultime a presentare la sua proposta, il GL-482, un modello che riproponeva l'impostazione dei precedenti modelli sviluppati dall'azienda, monomotore in configurazione traente impennaggio classico monoderiva e carrello fisso, ma benché mantenesse la velatura monoplana, a differenza dei precedenti pari ruolo realizzati dall'azienda, abbandonava la configurazione a parasole per adottare una configurazione ad ala di gabbiano, soluzione intenzionata a riproporre i vantaggi teorizzati dal polacco Zygmunt Puławski che per primo l'aveva adottata per equipaggiare un velivolo e che permetteva di abbinare la maggiore stabilità di un'ala alta alla migliore visibilità da parte del pilota e già adottata, pur le inevitabili differenze legate alla diversa paternità del progetto, dal concorrente Loire 43.
Il prototipo venne portato in volo per la prima volta nel febbraio 1933 ma presentato alla commissione esaminatrice dell'esercito francese non riuscì a raggiungere le prestazioni richieste dalla specifica esprimendo anche prestazioni generalmente inferiori alla concorrenza.
La Gourdou-Leseurre decise quindi di abbandonarne lo sviluppo ed il modello fu l'ultimo caccia sviluppato dall'azienda.

## Utilizzatori
Francia
- Aéronautique Militaire

utilizzato solamente per prove di valutazione.

### Periodici
- Fighter A to Z: from the Gourdou-Leseurre GL-482 to Grigorovich DI-3. Air International: Volume 20, Issue 1, 1981